# 98 Octanas
98 Octanas é um filme dramático português de 2006, realizado por Fernando Lopes, e co-escrito com crítico de cinema João Lopes a partir de uma história de Diogo Seixas Lopes. O filme de estrada é protagonizado por Rogério Samora e Carla Chambel, interpretando respetivamente Diniz e Maria, personagens que se encontram por acaso numa estação de serviço e partem juntos pela autoestrada.

## Sinopse
Ele e ela, Dinis e Maria, não se conhecem. Algures, numa área de serviço da autoestrada Lisboa - Porto, ele pára para descansar. Ela também lá está e parece tão à deriva quanto ele: é um encontro fortuito que talvez não tenha nada de fortuito. Quase sem palavras, partem os dois no carro dele. A partir daí, sucedem-se as áreas de serviço, os motéis, as conversas e os silêncios, os mistérios e as revelações. Ele e ela desenham o mapa de uma aventura interior cujo destino ambos desconhecem. Em todo o caso, ela espera que ele a conduza a um lugar primordial, quase mítico: a casa da avó. Na sua solidão, cada um deles pode, pura e simplesmente, perder-se... ou, talvez, encontrar o outro. 

## Elenco
- Rogério Samora, como Diniz.
- Carla Chambel, como Maria.
- Fernando Heitor, como Barman.
- Fernando Lopes, como Mafioso.
- Joaquim Leitão, como Padre.
- Márcia Breia, como Avó Pilar.
- Pedro Melo.

## Dados técnicos
- Produção: Clap Filmes
- Formato: 35mm cor
- Som: Dolby digital
- Produtor: Paulo Branco
- Cenografia: Zé Branco
- Música: Bernardo Sassetti
- Director de fotografia: Edmundo Díaz Sotelo[3]
- Decoração: Maria José Branco
- Director de som: Pedro Melo
- Montagem: Miguel Ceitil e Fernando Lopes

## Produção

### Desenvolvimento
Trata-se de uma longa-metragem da Clap Filmes com a Madragoa Filmes, produzida de Paulo Branco, com fotografia de Edmundo Díaz e música de Bernardo Sassetti que, a partir da ideia de um fado, compôs um bolero.
O argumento de 98 Octanas resultou de uma parceria de Fernando Lopes com o crítico de cinema João Lopes e foi escrito a partir de um texto de Diogo Lopes, filho do realizador, que retrata o universo das autoestradas e das estações de serviço. Esta longa metragem marca a segunda colaboração de argumento do realizador e do crítico de cinema depois de Lá Fora. O diálogo "- Vamos para onde? - Longe. - E onde é que isso fica? - Perto." é o mais célebre do filme.

### Casting
Rogério Samora, colaborador frequente de Fernando Lopes desde Matar Saudades, foi convidado pelo realizador para protagonizar 98 Octanas. Rogério Samora havia sido o ator principal dos últimos filmes de Fernando Lopes ao lado de Alexandra Lencastre. Para este filme, Fernando Lopes decidiu não renovar a contracena e apostar em Carla Chambel, que o impressionou pela "força e por ter um rosto de estranheza, quase de bicho". A par de Samora e Chambel, três outros actores dão corpo ao filme: Márcia Breia, Fernando Heitor e Joaquim Leitão.

### Gravações
O filme foi rodado nos distritos de Brangança e Coimbra, em Mirandela e Penacova, em jeito de "road movie" e de forma cronológica, à medida que o enredo se ia desvendando, o que permitiu um maior envolvimento dos atores. A experiência de rodagem foi bastante intensa e cansativa para o realizador, que perdeu seis quilos no processo.

## Lançamento
98 Octanas estreou a 26 de maio na edição de 2006 do Festival de Cannes. O filme viria a estrear nos cinemas em Portugal a 14 de setembro de 2006.
A longa metragem foi editada em DVD e distribuída pela Atalanta Filmes em março de 2007.

### Festivais
O filme fez parte da seleção dos seguintes Festivais internacionais de cinema:
- Festival de Cannes (França, maio de 2006).
- Festival de Turin (Itália, 2006).[8]
- Festival CinePort (Brasil, 2007).
- MICEC  Mostra Internacional de Cinema Contemporâneo Europeu de Barcelona (Espanha, 2007).[9]

## Recepção
A crítica considerou a longa metragem um road movie enérgico e inteligente, ainda que tenham apontado algumas falhas à estrutura do guião. Entre os mais críticos, Luís Miguel Oliveira (Ípsilon) refere a inexistência de um fio condutor que atribui aos diálogos uma artificialidade e deixa os protagonistas numa deriva que fica sempre por resolver. Ariel Schweitzer (Cahiers du Cinéma) e Eduardo Prado Coelho (Público) ressalvaram a performance de Carla Chambel, não só caracterizando a sua sensualidade como explosiva, mas defendendo que a sua força impressionante a faz parecer romper a própria tela.  A banda sonora de Bernardo Sassetti foi também bastante elogiada.

### Premiações
| Ano  | Premiação      | Categoria    | Trabalho                   | Resultado | Ref.   |
| ---- | -------------- | ------------ | -------------------------- | --------- | ------ |
| 2007 | Globos de ouro | Melhor filme | 98 Octanas, Fernando Lopes | Indicado  | [ 14 ] |
| 2007 | Globos de ouro | Melhor ator  | Rogério Samora             | Indicado  | [ 14 ] |
| 2007 | Globos de ouro | Melhor atriz | Carla Chambel              | Indicado  | [ 14 ] |